# 1827
1827 (MDCCCXXVII) a fost un an obișnuit al calendarului gregorian, care a început într-o zi de luni.

## Evenimente
- 8 octombrie: Bătălia de la Navarino. Conflict naval în Războiul de Independență a Greciei purtat împotriva Imperiului Otoman. În sprijinul Greciei a intervenit o forță navală aliată a Imperiului Britanic, Regatului Franței și Imperiului Rus. Flota egipteano-turcă a suferit pierderi importante, fiind declarați învinși.

### Nedatate
- André-Marie Ampère formulează legea care-i va purta numele, referitoare la interacțiunea dintre doi conductori liniari paraleli parcurși de un curent electric.
- Georg Simon Ohm descoperă legea care-i va purta numele, referitoare la diferența de potențial, curent și rezistența dintr-un circuit electric.
- Inginerul român Petrache Poenaru a brevetat primul toc rezervor din lume sub numele Condeiul portăreț fără sfârșit, alimentându-se însuși cu cerneală.
- Prima cale ferată din SUA, Baltimore-Ohio, a fost pusă în funcțiune.
- S-a deschis de către Iosif Romanov, la București, prima librărie românească.
- S-a introdus iluminatul public în Cluj.

## Arte, știință, literatură și filosofie
- Eugène Delacroix pictează Moartea lui Sardanapal.
- Jean-Baptiste Camille Corot pictează Podul de la Narni.
- Vasile Cârlova scrie Păstorul întristat, poezie publicată în "Curierul Românesc" (la 8 mai 1830) de I. Heliade Rădulescu (va fi pusă pe muzică, la 8 mai 1850, de Anton Pann).
- Victor Hugo scrie Cromwell.

## Nașteri
- 11 mai: Jean-Baptiste Carpeaux, artist plastic francez (d. 1875)
- 17 iulie: Sir Frederick Augustus Abel, chimist englez (d. 1902)
- 9 septembrie: Marele Duce Constantin Nicolaevici al Rusiei, fiul Țarului Nicolae I, vicerege al Poloniei, președinte al Consiliului de Miniștri (d. 1892)
- 13 octombrie: Adelheid Dietrich, pictoriță germană (d. 1891)
- 17 decembrie: Alexandru Wassilko de Serecki, căpitan (mareșal) al Ducatului Bucovinei și membru al Camerei Superioare al Imperiului Austriac (d. 1893)

## Decese
- 5 martie: Pierre-Simon Laplace, 77 ani, matematician francez (n. 1749)
- 5 martie: Alessandro Volta, 82 ani, fizician italian (n. 1745)
- 26 martie: Ludwig van Beethoven, 56 ani, compozitor german (n. 1770)
- 12 august: William Blake, 69 ani, poet englez (n. 1757)